# Зарубежные фильмы, выпущенные в советский прокат в 1940 году
Список зарубежных фильмов, выпущенных в советский кинопрокат в 1940 году. Месяцем выпуска считается время первой демонстрации в Москве.
Закупкой зарубежных фильмов для советского кинопроката занималась Всесоюзная государственная контора по киноэкспорту и киноимпорту («Союзинторгкино»), подчинённая с 1938 года Комитету по делам кинематографии при СНК СССР. Некоторые фильмы в прокат выпускались в другом формате. Иногда цветные фильмы в массовом тираже выпускались черно-белыми, а также делались изъятия некоторых, как правило, незначительных для общего сюжета сцен и эпизодов.
| Прокатное название на русском языке | Оригинальное название и год выхода          | Производство | № месяца |
| ----------------------------------- | ------------------------------------------- | ------------ | -------- |
| Большой вальс                       | «The Great Waltz» (англ.) (1938)            | США          | 06       |
| Скандалы в Риме                     | «The Little Foxes» (англ.) (1933)           | США          | ??       |
| Сто мужчин и одна девушка           | «One Hundred Men and a Girl» (англ.) (1937) | США          | 04       |